# Turbaná
Turbaná là một khu tự quản thuộc tỉnh Bolívar, Colombia. Thủ phủ của khu tự quản Turbaná đóng tại Turbaná Khu tự quản Turbaná có diện tích 148 ki lô mét vuông. Đến thời điểm ngày 28 tháng 5 năm 2005, khu tự quản Turbaná có dân số 10361 người.